# Patrick Calcagni
Pour les articles homonymes, voir Calcagni.
Patrick Calcagni, né le 5 juillet 1977 à Sorengo, est un coureur cycliste suisse professionnel. il a pris sa retraite fin 2009. Il devient agent de coureurs et obtient un certificat UCI pour exercer cette activité de 2012 à 2016.

## Palmarès

### Palmarès amateur
- 1994
  -  Champion de Suisse du contre-la-montre juniors
  - 3e du championnat de Suisse sur route juniors
  - 3e du Grand Prix Rüebliland
- 1995
  -  Champion de Suisse sur route juniors
  - 2e du championnat de Suisse du contre-la-montre juniors
- 1997
  -  Champion de Suisse sur route espoirs
- 1998
  - 6e du championnat d'Europe du contre-la-montre espoirs
- 1999
  - 5e du championnat du monde sur route espoirs

### Palmarès professionnel
- 2000
  -  Champion de Suisse du contre-la-montre
  - 2e du Giro del Mendrisiotto
- 2001
  - 3e étape du Tour du Japon
- 2004
  - 2e du Tour du Limousin
- 2005
  - 3e du championnat de Suisse de la montagne
- 2008
  - Grand Prix Pino Cerami

## Résultats sur les grands tours

### Tour de France
1 participation
- 2006 : 129e

### Tour d'Espagne
5 participations
- 2002 : 103e
- 2003 : 128e
- 2004 : 65e
- 2005 : 40e
- 2007 : 92e

### Tour d'Italie
3 participations
- 2005 : abandon (4e étape)
- 2006 : 107e
- 2008 : non-partant (7e étape)